# Referendo nos Camarões britânicos em 1961
O referendo nos Camarões britânicos em 1961 foi realizado nos Camarões britânicos em 11 de fevereiro de 1961 para determinar se o território deveria se juntar aos vizinhos, os Camarões ou a Nigéria. A opção da independência por ter sido contestada por Andrew Cohen, representante do Reino Unido para o Conselho de Tutela da ONU, não foi apresentada como uma opção. Em última instância, a maioria muçulmana do Camarões do Norte obteve uma maioria de 60% a favor da adesão à Nigéria, enquanto a maioria cristã do Camarões do Sul obteve 70,5% a favor da integração com os Camarões. O Camarões do Norte tornou-se oficialmente parte da Nigéria em 1 de junho, enquanto o Camarões do Sul se tornou parte do Camarões em 1 de outubro.

## Resultados
| Opção                                            | Camarões do Norte | Camarões do Norte | Camarões do Sul | Camarões do Sul |
| Opção                                            | Votos             | %                 | Votos           | %               |
| ------------------------------------------------ | ----------------- | ----------------- | --------------- | --------------- |
| Integração nos Camarões                          | 97.659            | 40.0              | 233.571         | 70.5            |
| Integração na Nigéria                            | 146.296           | 60.0              | 97.741          | 29.5            |
| Votos inválidos / em branco                      |                   | –                 |                 | –               |
| Total                                            | 243.955           | 100               | 331,312         | 100             |
| Eleitores registrados / afluência                | 292.985           |                   | 349.652         |                 |
| Fonte: Nohlen et al., African Elections Database |                   |                   |                 |                 |